# Баталов, Андрей Леонидович
Андре́й Леони́дович Бата́лов (род. 1 июля 1955, Москва) — советский и российский искусствовед, специалист по древнерусской архитектуре, автор около 200 научных работ. Доктор искусствоведения, профессор, академик РАХ (2021).  Заслуженный деятель искусств Российской Федерации (2011).

## Биография
Родился в семье архитекторов. Отец — Леонид Ильич Баталов (1913—1989) — заслуженный архитектор РСФСР, лауреат двух Государственных премий СССР и РФ, автор проекта Останкинской телебашни, двух телецентров и здания аэропорта на Ленинградском проспекте; мать — Баталова Ирина Викторовна (1928) — архитектор.
В 1978 году окончил Московский архитектурный институт, факультет жилищно-общественного строительства, кафедра реставрации памятников архитектуры.
В 1986 году защитил кандидатскую диссертацию. В 1996 году защитил докторскую диссертацию «Московское каменное зодчество конца XVI в.: проблемы художественного мышления эпохи». В 2004 году присвоено звание профессора.
В 1978—1992 годах работал в Институте теории и истории архитектуры архитектором, младшим научным сотрудником, старшим научным сотрудником, ведущим научным сотрудником.
с 1992 года работает в НИИ теории и истории изобразительных искусств Российской академии художеств старшим, ведущим, главным научным сотрудником.
С 2004 года постоянно работает в Московском Кремле заместителем генерального директора по изучению, охране и реставрации памятников архитектуры, заместителем генерального директора по научной работе Музеев Московского Кремля.
С 1994 года — ведущий научный сотрудник Государственного института искусствознания, профессор МАРХИ и ПСТГУ.
Супруга — искусствовед М. А. Демидова (род. 1969); дети: Ксения (род. 1991) и Леонид (род. 1994).

## Основные публикации
- Баталов А. Л. Принципы научной реконструкции памятников архитектуры // Современный облик памятников прошлого. М., Стройиздат, 1983.
- Баталов А. Л. Четыре памятника архитектуры конца XVI в. // Архитектурное наследство. № 32. М., Стройиздат, 1984.
- Баталов А. Л. Вознесенский собор Московского Кремля // Памятники культуры. Новые открытия. 1983. М.-Л., Наука, 1985.
- Баталов А. Л. Отношение к достоверности формы и подлинности материала в русской реставрационной практике второй половины XIX в. // История и теория реставрации памятников архитектуры. Сб. научных трудов ЦНИИТИА / под ред. А. С. Щенкова. М., Стройиздат, 1986.
- Баталов А. Л. Особенности итальянизмов в московском каменном зодчестве рубежа XVI—XVII вв. // Архитектурное наследство. № 34. М., Стройиздат, 1986.
- Баталов А. Л. О времени построения собора Болдино-Дорогобужского монастыря // Памятники культуры. Новые открытия. 1985. М., Наука, 1987.
- Баталов А. Л., Вятчанина Т. Н. Об идейном значении и использовании иерусалимского образца в русской архитектуре XVI—XVII вв. // Архитектурное наследство, № 36. М., Стройиздат, 1988.
- Баталов А. Л., Вятчанина Т. Н. Образ иерусалимского храма в архитектуре Московского государства XVI—XVII вв. // Архитектура и строительство Москвы, 1988, № 6.
- Баталов А. Л. Полемика о происхождении и развитии русского зодчества в конце 1870-х гг. // Методологические проблемы современного архитектуроведения. Сб. научных трудов ВНИИТАГ / под ред. А. Г. Раппопорта. М., 1989.
- Баталов А. Л., Бусева-Давыдова И. Л. О методологии изучения символики древнерусской архитектуры. // История архитектуры. Объект, предмет и метод исследования. Сб. научных трудов ВНИИТАГ / под ред. А. А. Воронова. М., 1989.
- Баталов А. Л. На грани культур. // Архитектура и строительство Москвы, 1989, № 5.
- Баталов А. Л. К интерпретации архитектуры собора Покрова на Рву (О границах иконографического метода). // Иконография архитектуры. Сб. научных трудов ВНИИТАГ / под ред. А. Л. Баталова. М., 1990.
- Баталов А. Л. О некоторых памятниках московского каменного зодчества 1560-х гг. // Русская культура XV—XVI вв. Тезисы научной конференции ГММК. 1990. М., 1990.
- Баталов А. Л. Архитектура годуновского времени в Тихвине. // Археология и история Пскова и Псковской области. Тезисы XXVII научной конференции. Псков, 1990.
- Баталов А. Л. Гроб Господень в сакральном пространстве русского храма XVI—XVII вв.: к проблеме структуры архитектурного образа в православном зодчестве // Архитектура и культура. Сборник материалов Всесоюзной научной конференции ВНИИТАГ. М., 1990. Ч. II. (переизд. в сб. Реликвии в искусстве и культуре восточнохристианского мира. / под ред. А. М. Лидова. М., 2000, 2003.)
- Баталов А. Л. Новация и традиция (К вопросу о роли заказчика в сложении архитектурной формы в московском каменном зодчестве второй половины XVI в.). // Проблемы истории архитектуры. Тезисы научной конференции ВНИИТАГ. М., 1990. Ч. II.
- Баталов А. Л. К летописи Грановитой палаты Московского Кремля. История реставрации 1882—1883 гг. // Реставрация и архитектурная археология. Новые материалы и исследования. Сб. научных трудов ВНИИТАГ/ под ред. А. Л. Баталова, И. А. Бондаренко. М., 1991.
- Баталов А. Л. Богоявленский собор Ростовского Авраамиева монастыря и многопридельные храмы Северо-Восточной Руси второй половины XVI в. // История и культура Ростовской земли: Тезисы докладов научной конференции. Ростов, 1991.
- Баталов А. Л., Датюк Т. В. Православие и музей. // Московский журнал. 1991, № 10.
- Баталов А. Л. Histoire de la restauration. // MONUMENTS HISTORIQUES. Paris, (179) 1992.
- Баталов А. Л. Использовать опыт прошлого. // Святыни и культура. М., 1992.
- Баталов А. Л., Швидковский Д. О. Английский мастер при дворе Ивана Грозного. // Архив архитектуры. М., Изд. Об-ва историков архитектуры, 1992. Вып. I.
- Баталов А. Л. Litterature sur l’architecture aux XIX et XX siecles. // MONUMENTS HISTORIQUES. Paris, (179) 1992.
- Баталов А. Л. Идея многопрестольности в московском каменном зодчестве середины — второй половины XVI в. // Русское искусство позднего Средневековья. Сб. научных трудов НИИ теории и истории изобразительных искусств / под ред. А. Л. Баталова. М., 1993.
- Баталов А. Л. Моление о чадородии и обетное строительство царя Феодора Иоанновича // Архив архитектуры. М., 1994. Вып. V (1).: Заказчик в истории русской архитектуры.
- Баталов А. Л. Гроб Господень в замысле «Святая святых» Бориса Годунова // Иерусалим в русской культуре / сост. А. Л. Баталов, А. М. Лидов. М.: Восточная литература, 1994.
- Баталов А. Л. Итальянизирующие мотивы в интерьерах русских храмов первой половины XVI в. // Искусство Древней Руси: Проблемы иконографии/ ред.-сост. А. Л. Баталов, А. В. Рындина. М., 1994.
- Баталов А. Л. Алтарная преграда // Пластические искусства: Краткий терминологический словарь. М., 1994.
- Баталов А. Л. Многопридельные храмы XVI в. и проблемы развития иконографии древнерусской архитектуры. // Вопросы искусствознания. Вып. 4/94. М., 1994.
- Баталов А. Л. К истории Спас-Тушинского монастыря на реке Сходне. Церковь Андрея Стратилата конца XVI в. // Реставрация и архитектурная археология. Новые материалы и исследования. Сб. научных трудов НИИТАГ М., 1995. Вып. II.
- Баталов А. Л. Московское каменное зодчество конца XVI в.: проблемы художественного мышления эпохи. М., «Мейкер», 1996.
- Баталов А. Л. Комментарий к одному летописному отрывку о построении рак // Древнерусская скульптура. Сб. научных статей / под ред. А. В. Рындиной. М., НИИ РАХ, 1996.
- Баталов А. Л. Московский Кремль (на фр.яз.) // Guide du Patrimoine de Mosqu. Paris, Фламарион 1997.
- Баталов А. Л. Храм Василия Блаженного и Лобное место; Коломенское; Дьяково; церковь Трифона в Напрудном: церковь Никиты за Яузой; церковь Анны «что в Углу» (на фр.яз.). // Guide du Patrimoine de Mosqu. Paris, Фламарион 1997.
- Баталов А. Л., Беляев Л. А. Некоторые проблемы топографии средневекового русского города. // Сакральная топография средневекового города. / ред.-сост. А. Л. Баталов, Л. А. Беляев / Известия Института христианской культуры Средневековья. М., 1998. Т. I.
- Баталов А. Л. Рецензия на книгу: Бусева-Давыдова И. Л. Храмы Московского Кремля: Святыни и древности. Рецензия // Пинакотека. № 4. М., 1998.
- Баталов А. Л. О ранней истории собора Покрова на Рву и обретении «лишнего» престола. // Сакральная топография средневекового города. / ред.-сост. А. Л. Баталов, Л. А. Беляев / Известия Института христианской культуры Средневековья. М., 1998. Т.I.
- Баталов А. Л. К вопросу о датировке церкви Усекновения Главы Иоанна Предтечи в с. Дьяково. // Русская художественная культура XV—XVI вв. Материалы и исследования ГММК. М., 1999. Вып. XII.
- Баталов А. Л. Авраамиев Богоявленский ростовский монастырь // Православная энциклопедия. М., 2000. Т. 1.
- Баталов А. Л., Турилов А. А. Александрова слобода // Православная энциклопедия. М., 2000. Т. 1.
- Баталов А. Л. К вопросу о первой церкви Троицы на Рву // Искусство христианского мира. М., 2000. Вып. IV.
- Баталов А. Л. Успенский собор Ярославля: первая копия московского кафедрала или памятник эпохи Ионы Сысоевича? // Сообщения Ростовского музея. Ростов, 2000. Вып. XI.
- Баталов А. Л. Традиция строительства Успенских храмов в XVI в. Тезисы доклада. // Русское искусство Позднего Средневековья. XVI в. СПб., 2000.
- Баталов А. Л. Б. Л. Альтшуллер // Православная энциклопедия. М., 2001. Т. 2.
- Баталов А. Л. Андрей Малой // Православная энциклопедия. М., 2001. Т. 2.
- Баталов А. Л., Беляев Л. А., Турилов А. А. Андроников монастырь // Православная энциклопедия. М., 2001. Т. 2.
- Баталов А. Л. Архангельский собор // Православная энциклопедия. М., 2001. Т. 3.
- Баталов А. Л. Археологические общества // Православная энциклопедия. М., 2001. Т. 3.
- Баталов А. Л. Археологические съезды // Православная энциклопедия. М., 2001. Т. 3.
- Баталов А. Л. Астраханский Троицкий монастырь // Православная энциклопедия. М., 2001. Т. 3.
- Баталов А. Л. Судьбы ренессансной традиции в средневековой культуре: итальянские формы в русской архитектуре XVI в. // Искусство христианского мира. М., 2001. Т. V.
- Баталов А. Л. К вопросу о строительстве московских гостей в Коломне // Архитектурное наследство. М., 2001. Вып. 46.
- Баталов А. Л., Успенская Л. А. Собор Покрова на Рву (храм Василия Блаженного) // М., Северный паломник, 2002.
- Баталов А. Л. Строительство московского Успенского собора и самоидентификация Руси: К истории замысла митрополита Филиппа. // Древнерусское искусство: Византия, Русь, Западная Европа: Искусство и культура. СПб., Дмитрий Буланин, 2002.
- Баталов А. Л. Барма // Православная энциклопедия. М., 2002. Т. 4.
- Баталов А. Л. Беседы // Православная энциклопедия. М., 2002. Т. 4
- Баталов А. Л. Благовещенский собор // Православная энциклопедия. М., 2002. Т. 5.
- Баталов А. Л. О традиции строительства Успенских храмов в Московской Руси XVI в. // Древнерусское искусство: Русское искусство Позднего Средневековья. XVI в. / отв. ред. А. Л. Баталов. СПб., 2003.
- Баталов А. Л. Введение. // Древнерусское искусство: Русское искусство Позднего Средневековья. XVI в. / отв. ред. А. Л. Баталов. СПб., 2003.
- Баталов А. Л. Итальянизирующая архитектура без итальянцев на Руси в XVI в. // Пинакотека. № 16—17. 2003, 1-2. (то же на итал. яз.)
- Баталов А. Л. Борисов городок // Православная энциклопедия. М., 2003. Т. 6.
- Баталов А. Л. К вопросу о датировке собора Спасо-Евфимиева монастыря. // Суздальский Спасо-Евфимиев монастырь в истории и культуре России. Владимир, 2003
- Баталов А. Л. Реставрация памятников архитектуры в Российской империи второй половины XIX в. // Раздел кн.: Памятники архитектуры в дореволюционной России: Очерки по истории реставрации памятников архитектуры. М., «Терра», 2003.
- Баталов А. Л. К вопросу о становлении системы охраны памятников и реставрации в России XIX — нач. XX вв. Учебное пособие // М., Издательство ПСТБИ, 2003.
- Баталов А. Л. История изучения древнерусского зодчества в отечественном архитектуроведении XIX в. Учебное пособие // М., Издательство ПСТБИ, 2003.
- Баталов А. Л., Щенков А. С., Ратомская Ю. В. Архитектурное наследие Московской области. К 75-летию образования / Под ред. А. Л. Баталова. М., 2004.
- Баталов А. Л., Головкова Л. А., посл. Галина (Харченко) Иоанно-Предтеченский женский монастырь в Москве. М., 2005.
- Церковная археология Москвы: Храмы и приходы Ивановской горки и Кулишек / Под общ. ред. А. Л. Баталова. М., 2007. (авторское участие — главы: Храмы Ивановской горки и Кулишек в сакральной топографии Москвы; Ивановский монастырь; Церковь Космы и Дамиана на Покровке; Церковь Кира и Иоанна на Солянке). В соавторстве с Л. Р. Вайнтраубом и др.
- Баталов А. Л. К вопросу о строительстве храмов по образцу московского Успенского собора в XVII в. (о датировке Успенского собора в Ярославле — новая версия) // Искусство Христианского мира. М., 2004. Вып. VIII.
- Баталов А. Л., Швидковский Д. О. An English Craftsman in the Court of Ioann the Terrible// Pinacotheke, 2004. 1-2. P.136-139 (на рус. и англ. яз.)
- Баталов А. Л. Моделирование сакрального пространства в позднесредневековой Руси: аспекты архитектурной программы // Иеротопия: Исследование сакральных пространств/ Материалы международного симпозиума. М., 2004
- Баталов А. Л. К истории храмового строительства в Москве первой трети XVI в. и проблема топографической локализации Ивановского монастыря // Древнерусское и поствизантийское искусство: Вторая половина XV — начало XVI вв. К 500-летию росписи собора Рождества Богородицы Ферапонтова монастыря. М., 2005. С. 454—466
- Баталов А. Л. Литвины польской короны на службе московского царя. К постановке проблемы // Пинакотека, 2005/1. (на польск. и рус. яз.)
- Баталов А. Л. Mosca e la topografia sacra delle capitale medievale // Giorgio La Pira e la Russia, ed. M. Garzaniti, L.Tonini. Firenze, 2005, p. 165—191
- Баталов А. Л. К полемике о датировке собора Новодевичьего монастыря в Москве // Византийский мир: искусство Константинополя и национальные традиции. К 2000-летию христианства. М., 2005. С. 599—620
- Баталов А. Л. О времени создания собора Рождества Богородицы Лужецкого монастыря в Можайске // Искусство христианского мира. М., 2005. Вып. IX. С. 99-112;
- Баталов А. Л. Колокольня Иван Великий // Наше наследие, 2006, август.
- Баталов А. Л. К вопросу о происхождении крещатого свода в русской архитектуре XVI в. // Сборник статей по искусству Византии и Древней Руси в честь А. И. Комеча. М., 2006. С. 47-66
- Баталов А. Л. Ренессансная креативность в русской архитектуре — интерпретация последствий // Вестник истории, литературы, искусства. М., 2006. Т.III. С. 215—229.
- Баталов А. Л. Гроб Господень // Православная энциклопедия. М., 2006. Т. XIII. С. 145—148.
- Баталов А. Л. Церковь Гребневской иконы Божией Матери // Православная энциклопедия. М., 2006. Т. 12. С. 316—318.
- Московская Русь: проблемы археологии и истории архитектуры. К 60-летию Леонида Андреевича Беляева / сост. А. Л. Баталов, Н. А. Кренке. М., 2008.
- Баталов А. Л., Макаров Н. А. Леонид Беляев, архитектурная археология и культура Московской Руси // Московская Русь: проблемы археологии и истории архитектуры. К 60-летию Леонида Андреевича Беляева / сост. А. Л. Баталов, Н. А. Кренке. М., 2008. С. 5-15.
- Церковь Воскресения в селе Городня и развитие типа шатрового храма // Московская Русь: проблемы археологии и истории архитектуры. К 60-летию Леонида Андреевича Беляева / сост. А. Л. Баталов, Н. А. Кренке. М., 2008. С. 325—345.
- Баталов А. Л. L’Architecture de la Renaissance dans le contexte medieval de la Russie muscovite au XVI- e siecle//Journal de la Renaissance, 2008, vol.VI.
- Архангельский собор. М., 2008. / под рук. А. Л. Баталова. Тексты: А. Л. Баталов, Т. Е. Самойлова (авторское участие — главы — «Архангельский собор в сакральной топографии Кремля»; «Моление о победе в войне с иноверцами и обетные приделы Архангельского собора»; «Архангельский собор в контексте учения о власти русских государей»).
- Баталов А. Л. Придел Василия Блаженного в соборе Покрова на Рву и особенности почитания святого в конце XVI в. // Юродивые в русской культуре. Сборник к 450-летию преставления св. Василия Блаженного. М., 2008.
- Баталов А. Л., Вайнтрауб Л. Р. Храм Святителя Николая в Кузнецах (1-я часть). М.: Издательство ПСТГУ, 2008.
- Баталов А. Л. О происхождении шатра в русской архитектуре XVI в. // ДРИ: Идея и образ. Опыты изучения византийского и древнерусского искусства. М., 2009.
- Баталов А. Л. Введение // ДРИ: Идея и образ. Опыты изучения византийского и древнерусского искусства. М., 2009.
- Баталов А. Л. Церковь Преображения Господня в селе Остров: вопросы датировки и происхождения мастеров // ДРИ: Художественная жизнь Пскова и искусство Поздневизантийской эпохи. К 600-летию со дня основания города. М., 2009.
- Баталов А. Л. Вспоминая Алексея Ильича // Хранитель. Алексей Комеч и судьбы русской архитектуры. М., 2009.
- Баталов А. Л., Беляев Л. А. Сакральное пространство средневековой Москвы. — М.: Феория, Дизайн. Информация. Картография, 2010. — 400 с. — ISBN 978-5-4284-0001-4.
- Баталов А. Л. Реалистичное и условное в изображении архитектурного стаффажа Книги об избрании // Книга об избрании на превысочайший престол великого Российского царствия великого государя царя и великого князя Михаила Федоровича, всея Великия России самодержца. Из собрания Музеев Московского Кремля. Исследования. Комментарии. Текст. М., 2013.

## Награды
- орден Дружбы (12 июля 2017 года)[2]
- Заслуженный деятель искусств Российской Федерации (2011)
- Кавалер ордена Звезды Италии (2 мая 2012)[3]
- Советник РААСН (2020г.)
- Почётная грамота Президента Российской Федерации (2021)
- Благодарность Президента Российской Федерации (2024)
- Благодарность Министра культуры и массовых коммуникаций Российской Федерации (7 сентября 2006 года) — за большой вклад и активное участие в разработке «Методики экономической оценки объектов культурного наследия»[4]
- Академик Российской академии художеств (2022г.) (Почётный член РАХ (2017г.), член-корреспондент РАХ (2020г.))
- лауреат Макарьевской премии I степени, лауреат Премии имени И. Е. Забелина II степени
- другие награды: серебряная медаль РАХ;, Золотая медаль РАХ; Премия Москвы в области литературы и искусства; Орден преподобного Сергия Радонежского III степени; Орден святого благоверного князя Даниила Московского III степени; Орден преподобного Серафима Саровского III степени; Орден Российского Императорского дома святой Анны II степени (2024г.); Орден Благоверного князя Даниила II степени (25г.)
- Почётный доктор МАРХИ (2025г.).